# NGC 754

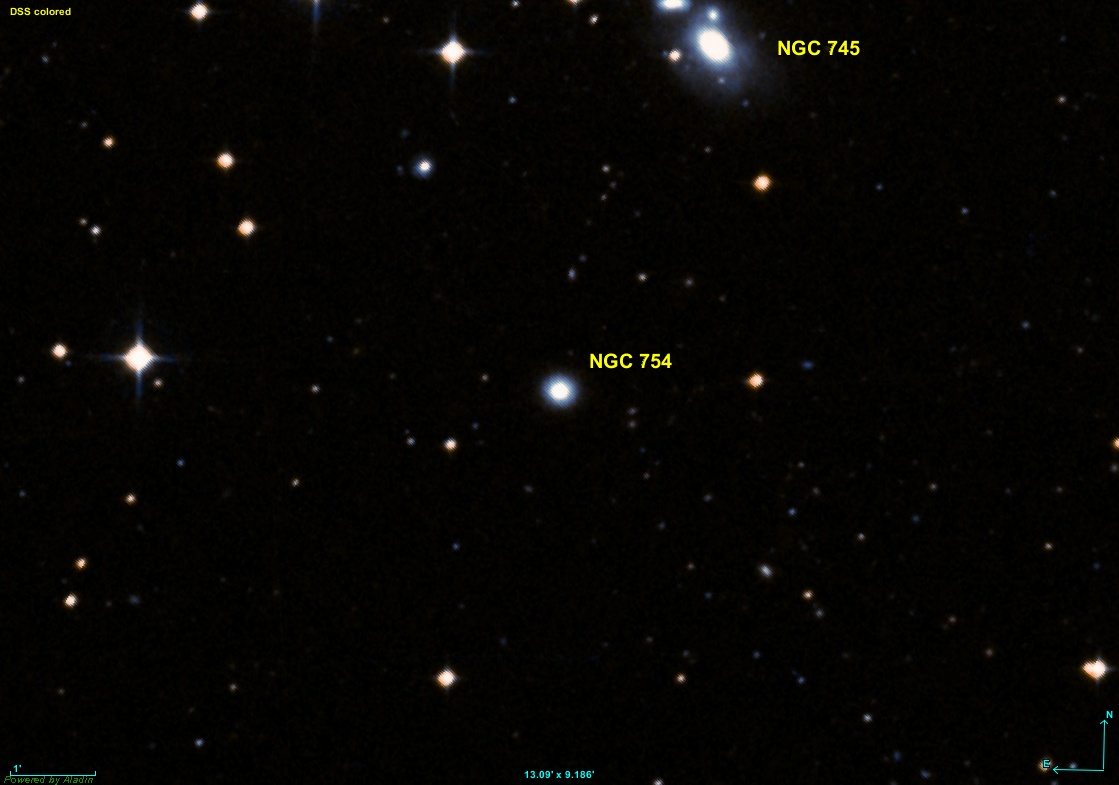
NGC 0754 DSS Image créée à l'aide du logiciel Aladin Sky Atlas do Centro de Données astronomiques de Strasbourg et des données de DSS

NGC 754 é uma galáxia elíptica (E) localizada na direcção da constelação de Eridanus. Possui uma declinação de -56° 45' 40" e uma ascensão recta de 1 horas, 54 minutos e 20,8 segundos.
A galáxia NGC 754 foi descoberta em 27 de Outubro de 1834 por John Herschel.